# La calata dei barbari
La calata dei barbari (Kampf um Rom) è un film del 1968 diretto da Robert Siodmak, ultimo film del regista tedesco. Il film è stato distribuito originariamente in Germania Ovest diviso in due segmenti, Kampf um Rom I (1968) e Kampf um Rom II (1969), mentre in Italia è stato distribuito nel 1970 come sintesi dei due capitoli.

## Home Video

### Edizione italiana
Nel doppio-DVD pubblicato in Italia nel 2017 dalla Sinister Film sono presenti entrambe le versioni del film.